# سایاتبک اوکاسوف
سایاتبک اوکاسوف (به قزاقی: Саятбек Оқасов؛ زادهٔ ۷ ژوئیهٔ ۱۹۹۱) یک کشتی‌گیر اهل قزاقستان است.
از افتخارات وی می‌توان به کسب مدال یزنز بازی‌های آسیایی ۲۰۱۸ اشاره کرد.